# Sierra de la Cabrera
Sierra de la Cabrera este o arie protejată (arie specială de conservare — SAC, sit de importanță comunitară — SCI) din Spania întinsă pe o suprafață de 18.783,58 ha, integral pe uscat.

## Localizare
Centrul sitului Sierra de la Cabrera este situat la coordonatele 42°12′15″N 6°33′45″W / 42.2043°N 6.5624°V.

## Înființare
Situl Sierra de la Cabrera a fost declarat sit de importanță comunitară în ianuarie 1998 pentru a proteja 5 specii de plante și 11 specii de animale. Situl a fost protejat și ca arie specială de conservare în septembrie 2015.

## Biodiversitate
Situată în ecoregiunea mediteraneană, aria protejată conține 27 de habitate naturale: Roci stâncoase cu vegetație pionieră de Sedo-Scleranthion sau Sedo albi-Veronicion dillenii, Pante stâncoase silicioase cu vegetație casmofită, Păduri de stejar galițio-portugheze cu Quercus robur și Quercus pyrenaica, Păduri de Ilex aquifolium, Depresiuni pe substraturi de turbă de Rhynchosporion, Cursuri de apă de la nivel de câmpie la nivel montan, cu vegetație Ranunculion fluitantis și Callitricho-Batrachion, Lacuri eutrofice naturale cu vegetație de tip Magnopotamion sau Hydrocharition, Formațiuni montane de Cytisus purgans, Păduri mediteraneene de Taxus baccata, Lacuri și iazuri distrofice naturale, Pajiști alpine și boreale, Pajiști oro-iberice cu Festuca indigesta, Turbării active, Pajiști uscate europene, Lande oro-mediteraneene cu formațiuni endemice de grozamă, Liziere de ierburi înalte hidrofile de câmpie și de nivel montan până la alpin, Păduri de Quercus ilex și Quercus rotundifolia, Păduri aluvionare cu Alnus glutinosa și Fraxinus excelsior (Alno-Padion, Alnion incanae, Salicion albae), Mlaștini turboase de tranziție și turbării mișcătoare, Grohotișuri termofile și vest-mediteraneene, Pajiști cu Molinia pe soluri calcaroase, turboase sau argilos-nămoloase (Molinion caeruleae), Păduri de Castanea sativa, Formațiuni ierboase bogate în specii de Nardus, dezvoltate pe substraturi silicioase în zone montane (și în zone submontane, în Europa continentală), Pajiști umede atlantice temperate cu Erica ciliaris și Erica tetralix, Fânețe de joasă altitudine (Alopecurus pratensis, Sanguisorba officinalis), Păduri termofile cu Fraxinus angustifolia, Ape oligotrofe din câmpii nisipoase, cu un conținut foarte redus de minerale (Littorelletalia uniflorae).
La baza desemnării sitului se află mai multe specii protejate:
- plante (5): Festuca elegans, Festuca summilusitana, Narcissus asturiensis, Narcissus pseudonarcissus subsp. nobilis, Santolina semidentata
- mamifere (3): Galemys pyrenaicus, vidră de râu (Lutra lutra), urs brun (Ursus arctos)
- nevertebrate (4): fluturele auriu (Euphydryas aurinia), Euplagia quadripunctaria, Geomalacus maculosus, rădașcă (Lucanus cervus)
- pești (2): Achondrostoma arcasii, Pseudochondrostoma duriense
- reptile (2): Iberolacerta monticola, Lacerta schreiberi

Pe lângă speciile protejate, pe teritoriul sitului au mai fost identificate 21 de specii de plante, 8 specii de amfibieni, 9 specii de mamifere, 2 specii de nevertebrate, 2 specii de reptile.